# 412
412 (CDXII, na numeração romana) foi um ano bissexto do século V do  Calendário Juliano, da Era de Cristo, as suas letras dominicais foram G e F, totalizando 52 semanas, com início a uma segunda-feira e terminou a uma terça-feira.
| Ano completo                            |
| --------------------------------------- |
| Ano bissexto com início à segunda-feira |

## Eventos
O Imperador Ingyo (允恭天皇, Ingyo-tennō)  foi empossado o 19º Imperador do Japão, na lista tradicional de sucessão.